# Niptodes rotundicollis
Niptodes rotundicollis là một loài bọ cánh cứng trong họ Ptinidae. Loài này được Lucas miêu tả khoa học năm 1846.